# Droga krajowa B525 (Niemcy)
Droga krajowa 525 (niem. Bundesstraße 525) – niemiecka droga krajowa przebiegająca na osi wschód-zachód w całości przez Nadrenię Północną-Westfalię i łączy drogą krajową B70 z autostradą A31 i dalej z A43.
Droga oznakowana jako B525 w 1977 roku. Droga stanowi obwodnicę miejscowości Südlohn, Gescher, Coesfeld, Darup oraz przebiega przez miejscowość Nottuln. Fragment drogi pomiędzy Gescher i Nottuln, pokrywa się z wcześniejszym przebiegiem drogi B67, która zostało przesunięta dalej na południe, a która została wybudowana przez Prusy w XIX w. i była częścią drogi handlowej do Holandii. Ta XIX-wieczna droga zastąpiła stary trakt pocztowy, którego fragmenty można odnaleźć koło kościoła w miejscowości Darup.
Za skrzyżowaniem z B70, po przejechaniu niespełna 4 km drogą L588, za miejscowością Oeding dojedziemy do granicy z Holandią.